# Lauren Wilde
Lauren Wilde est une romancière américaine. Elle écrit également sous le pseudonyme de Joanne Redd et sa spécialité est la romance historique.

## Œuvre

### Sous son nom
- (en) Beloved Captive, 1997Inédit en France
- (en) Captive Love, 1988Inédit en France
- (en) Creole Temptress, 1990Inédit en France
- (en) McKenna's Fortune, 1996Inédit en France
- (en) Nebraska Fire, 1989Inédit en France
- (en) Passion's Springtime, 1994Inédit en France
- (en) Passion's Thunder, 1991Inédit en France
- (en) Rapture's Revenge, 1987Inédit en France
- (en) Rebel Heart, 1990Inédit en France
- (en) Someone to Hold, 1995Inédit en France
- (en) Sweet Betrayal, 1990Inédit en France
- (en) Sweet Savage Splendor, 1993Inédit en France
- (en) Sweet Texas Wildfire, 1992Inédit en France
- (en) Tender Betrayal, 1989Inédit en France
- (en) The Texan's Lady, 1984Inédit en France
- (en) Yankee Angel, 1993Inédit en France

### Sous le pseudonyme de Joanne Redd
- L'Aventurière de Fort-Alamo, J'ai lu, 1996 ((en) To Love an Eagle, 1987)Publié dans la collection Aventures et Passions
- Le Rêve chimère, J'ai lu, 1991 ((en) Chasing a Dream, 1988)Publié dans la collection Aventures et Passions
- La Fiancée du désert, J'ai lu, 1996 ((en) Desert Bride, 1989)Publié dans la collection Aventures et Passions
- La Fiancée apache, J'ai lu, 1994 ((en) Apache Bride, 1990)Publié dans la collection Aventures et Passions
- Danse avec le feu, J'ai lu, 1997 ((en) Dance with the Fire, 1992)Publié dans la collection Aventures et Passions